# Tanac
Tanac är en ort i Kroatien.   Den ligger i länet Moslavina, i den östra delen av landet, 90 km sydost om huvudstaden Zagreb. Tanac ligger 90 meter över havet och antalet invånare är 129.
Terrängen runt Tanac är huvudsakligen platt, men åt sydost är den kuperad. Runt Tanac är det ganska tätbefolkat, med 67 invånare per kvadratkilometer. Närmaste större samhälle är Novska, 13,3 km nordost om Tanac. I omgivningarna runt Tanac växer i huvudsak lövfällande lövskog.